# Кембл, Джон Филип

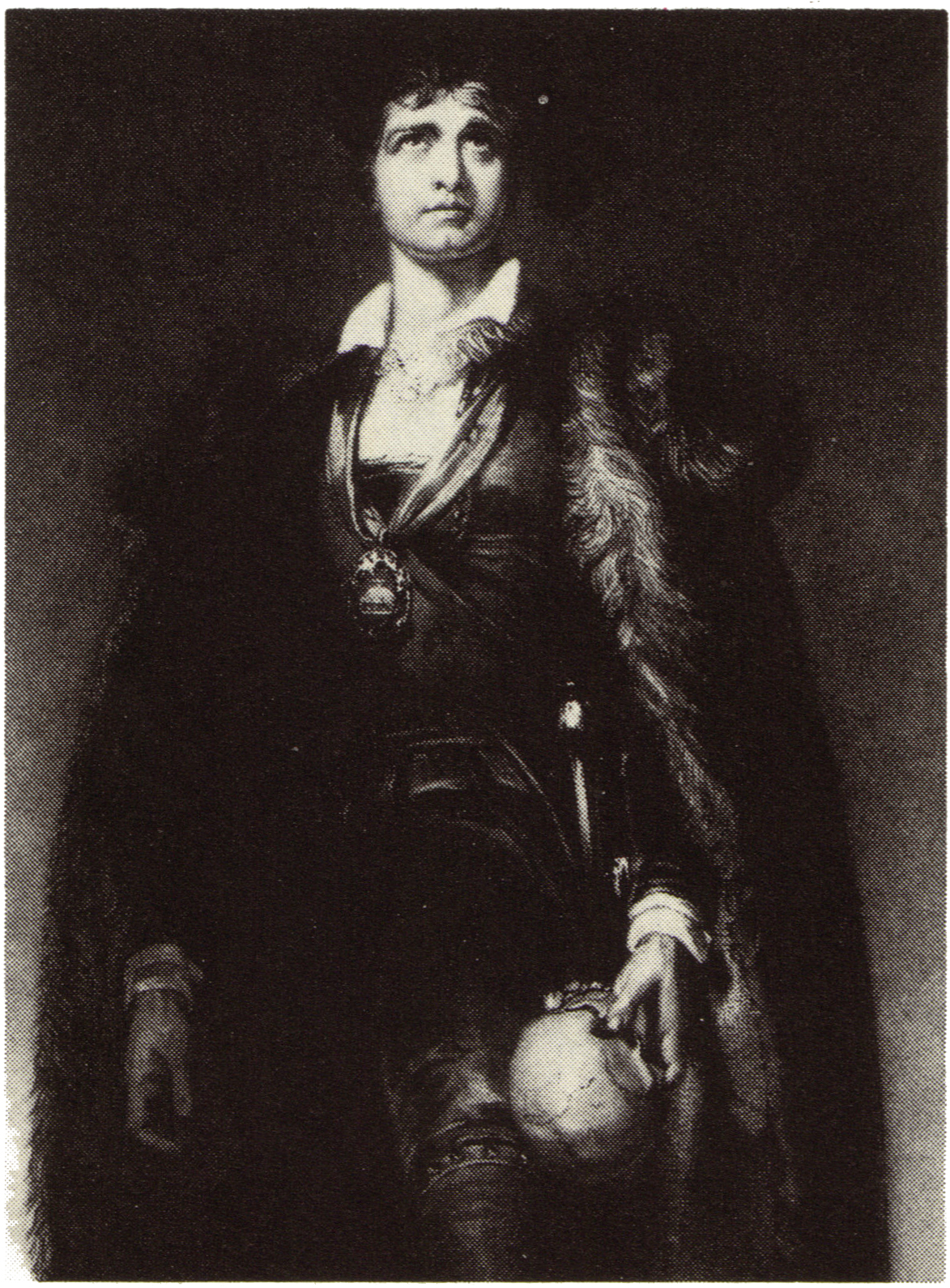
Джон Филип Кембл в роли Гамлета на картине худ. Т. Лоуренса. 1802 г.

Джон Филип Кембл (1 февраля 1757 — 26 февраля 1823) — английский актёр, антрепренёр и эссеист. Вошёл в историю театрального искусства, как великий трагический актёр и достойный последователь Дэвида Гаррика в театральном развитии Шекспира.
Постановщик шекспировских пьес и исполнитель многих ролей в них; наиболее полно реализовал свой актёрский талант в тех ролях, которые требовали величественности и ораторского искусства.

## Биография
Представитель семьи известных английских актёров XVIII—XIX веков.
Сын провинциального театрального актёра и руководителя бродячей труппы Роджера Кембла и актрисы Сары Уорд; его сестрой была знаменитая актриса Сара Сиддонс, младшие братья Стивен и Чарльз также стали актёрами.
Вначале Дж. Ф. Кембл решил стать священником и изучал богословие, однако затем изменил свои планы. Дебютировал на сцене театра в Ливерпуле в 1778 году в роли Отелло. В этом же году он составил список из 68 драматических и 58 комедийных ролей, которые он мог бы сыграть.

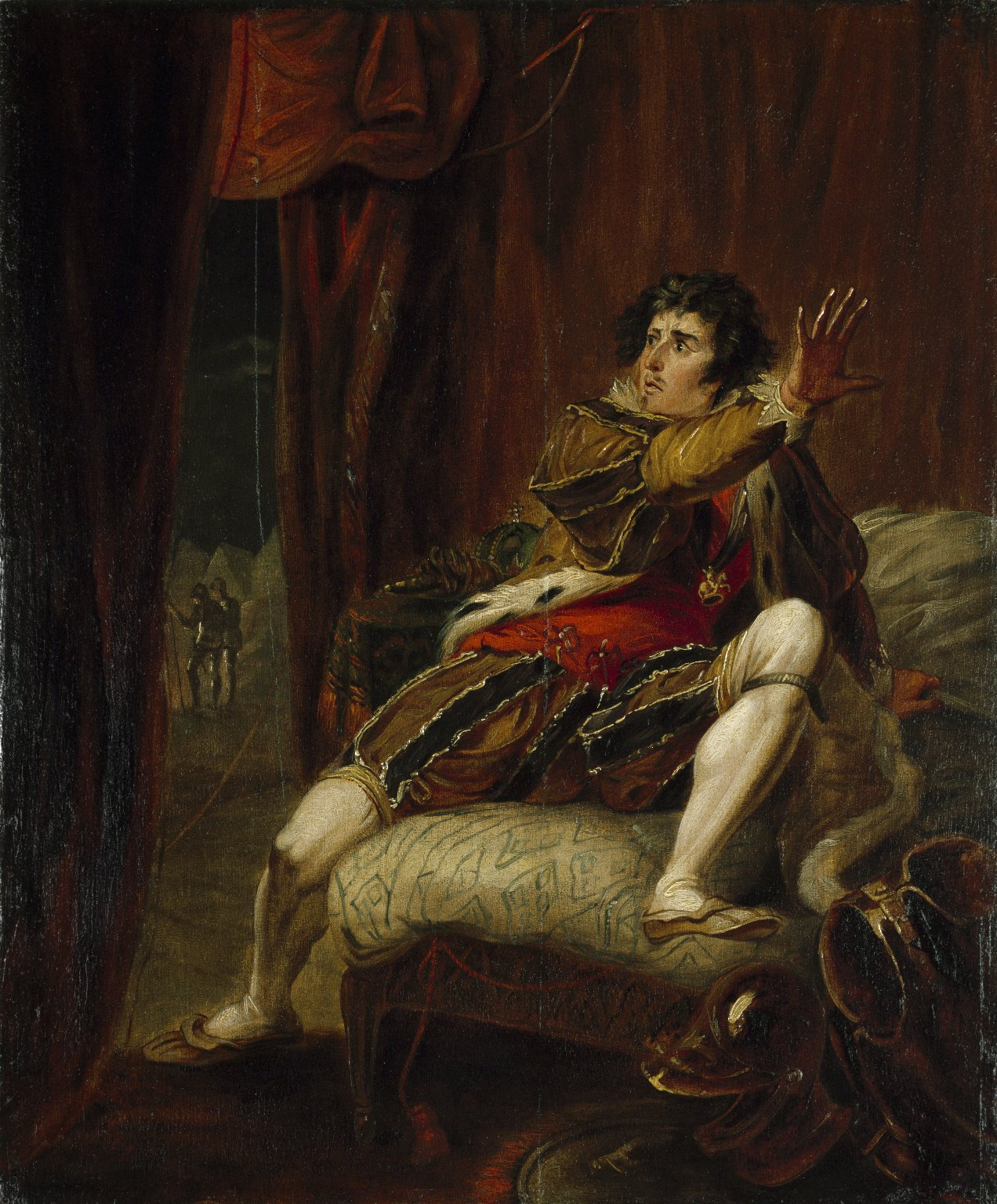
Джон Филип Кембл в роли Ричарда III

Лондонский дебют Кембла состоялся в 1783 году, когда он исполнил роль Гамлета на сцене Королевского театра Друри-Лейн. За этим последовали роли Ричарда III и Шейлока.
После 1785 года Кембл играл в Друри-Лэйн Отелло, Макбета, Постума, Антония и Лира.
В 1786 году он опубликовал эссе «Заново обдуманный Макбет: ответ на отдельные замечания по поводу некоторых персонажей Шекспира».
В 1788 году Кембл стал антрепренёром Королевского театра Друри-Лейн и тогда же добился огромного успеха в главной роли в пьесе Шекспира «Кориолана». В том же году им был поставлен и «Генрих VIII». Спустя шесть лет он поставил «Макбета»; спектакль отличался сценическими эффектами и, если говорить на современном языке, визуальным стилем (там, например, присутствовали толпы летающих ведьм).
С 1803 года Кембл возглавлял Королевский театр Ковент-Гарден, где расширил свой шекспировский репертуар, сыграв кардинала Вулси, Просперо, Яго и Валентина.
В 1817 году, по случаю 60-летия, Кембл завершил свою актёрскую деятельность. Его последней ролью была роль Кориолана.